# ناسا پرسو
ناسا پرسو (به انگلیسی: NASA Paresev) یک هواگرد ساختِ کارخانهٔ ناسا در کشور ایالات متحده آمریکا است. این هواگرد برای نخستین بار در ۱۹۶۲ میلادی مورد استفاده قرار گرفت.